# Infermeria

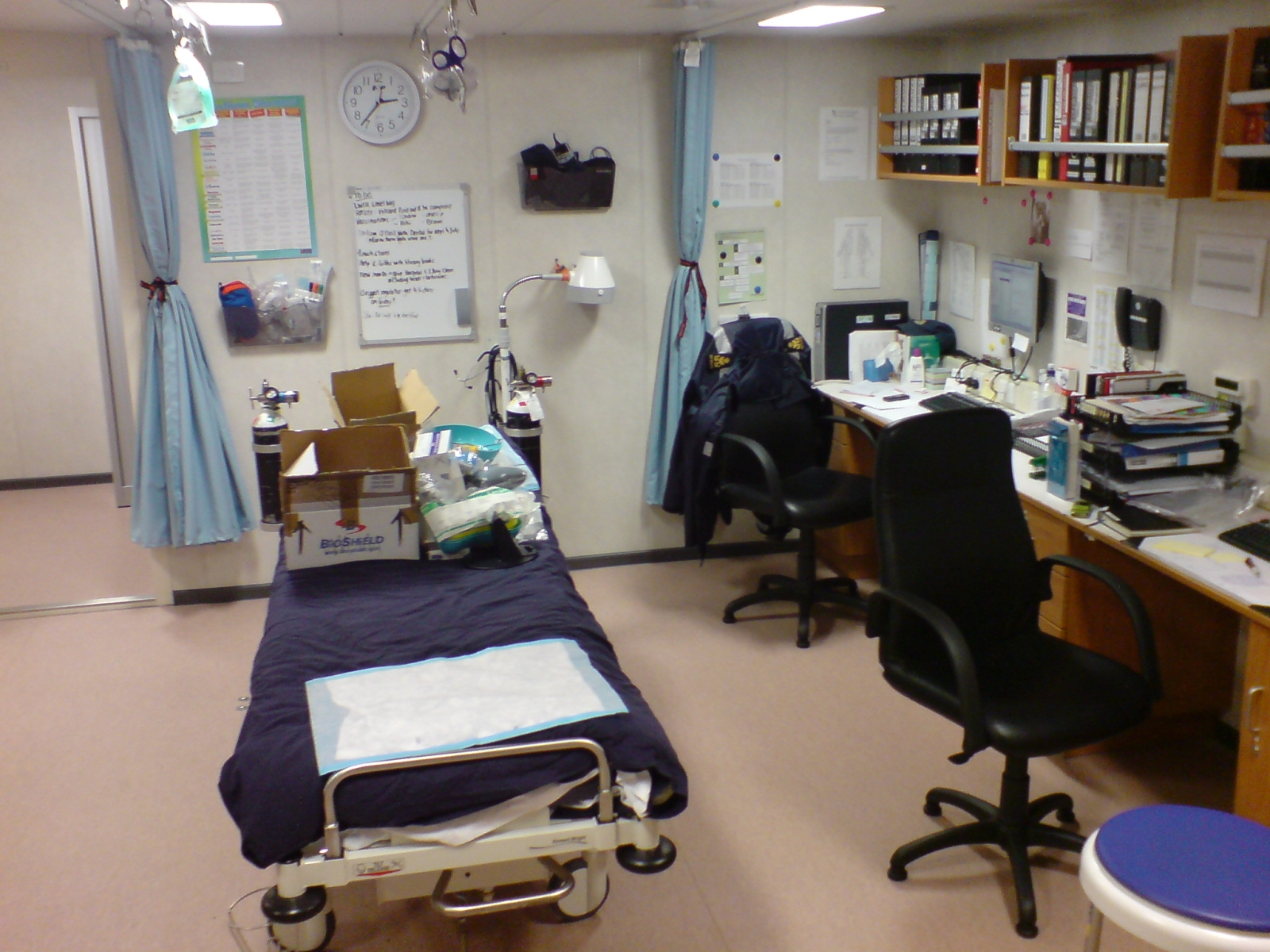
Locale d'infermeria sulla nave HMNZS Canterbury (L421)

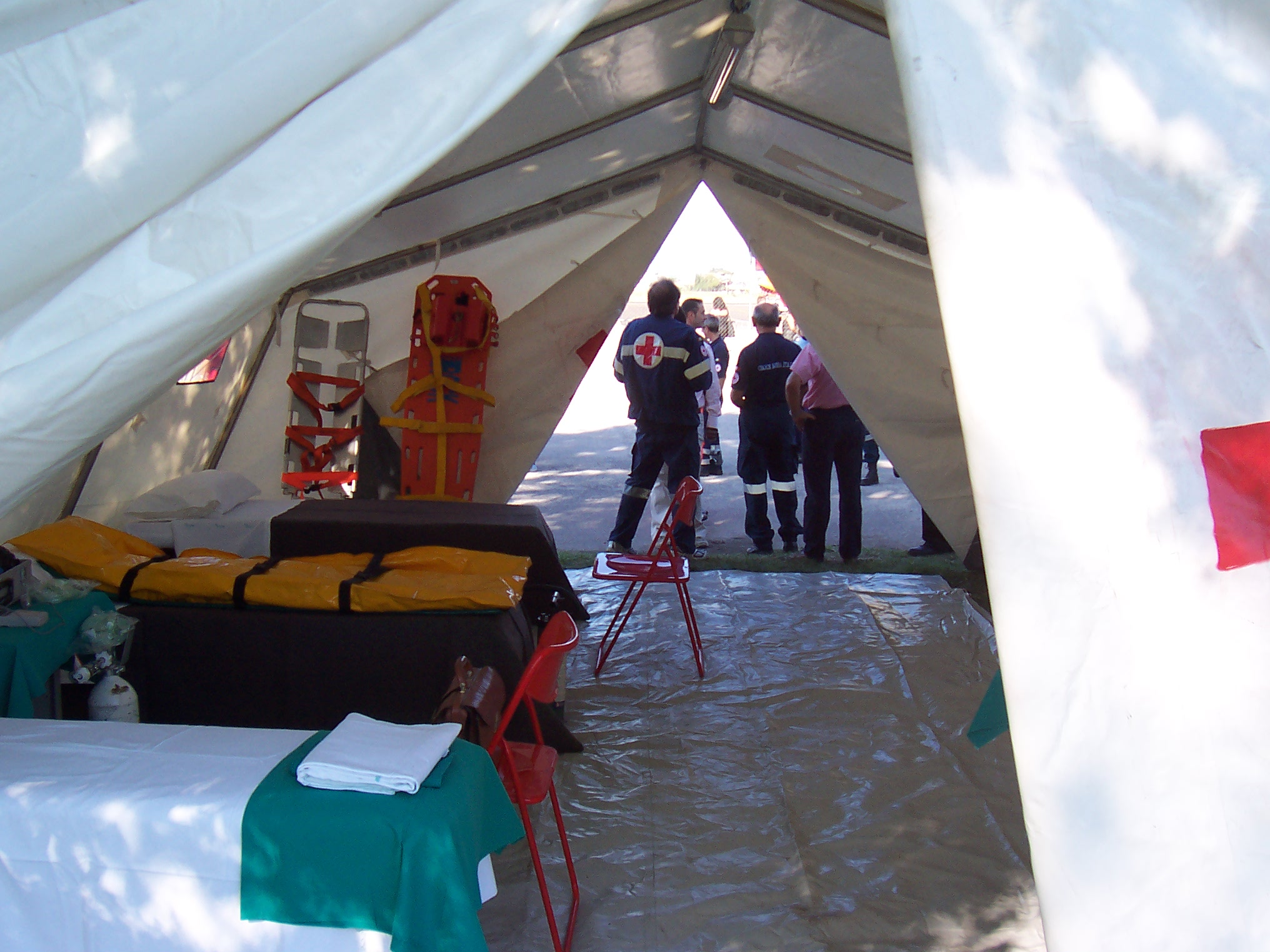
Tenda di un'infermeria d'emergenza della Croce Rossa Italiana

L'infermeria è solitamente un piccolo locale, oppure un complesso di locali, dove vengono effettuate dall'assistenza sanitaria le prime cure medico-sanitarie, ovvero servizi di pronto soccorso.
(Giovanni Boccaccio, X giornata del Decameron)
Qui si prestano le prime cure e nel caso fosse richiesto, il malato successivamente dovrà ricorrere a ulteriori accertamenti sanitari presso strutture adeguate, come un ospedale. Questi locali si trovano spesso in quelle strutture che ospitano persone, come ad esempio, stadi, carceri, scuole, conventi, ospizi, caserme, oppure sulle navi. Ma non solo in strutture fisse; sono richieste infermerie anche dopo che vi siano state situazioni di emergenza (protezione civile, terremoti) o in caso di conflitti.
Solitamente vi opera personale che effettua assistenza infermieristica coadiuvato da personale ausiliario, Operatori socio-sanitari (OSS). Nel caso in cui ci si trovi nel campo militare, esistono gli infermieri militari oppure il corpo militare della Croce Rossa Italiana.